# International Grand Prix Al-Khor
L'International Grand Prix Al-Khor  est une course cycliste organisée au Qatar. Sa seule édition a lieu en 2008. Elle fait partie de l'UCI Asia Tour en catégorie 1.2.

## Palmarès
| Année | Vainqueur     | Deuxième     | Troisième     |
| ----- | ------------- | ------------ | ------------- |
| 2008  | Rafaâ Chtioui | Ahmed Mraihi | Omar Hasanein |